# Monica Lăzăruț
Monica Elena Lăzăruț (* 13. Juli 1977 in Susenii Bârgăului, Kreis Bistrița-Năsăud) ist eine ehemalige rumänische Skilangläuferin.

## Werdegang
Lăzăruț startete international erstmals bei den Junioren-Skiweltmeisterschaften 1993 in Harrachov und belegte dabei den 61. Platz über 5 km klassisch und den 54. Rang über 15 km Freistil. In den folgenden Jahren errang sie bei den Junioren-Skiweltmeisterschaften 1994 in Breitenwang den 62. Platz über 5 km klassisch und den 52. Platz über 15 km Freistil, bei den Junioren-Skiweltmeisterschaften 1996 in Asiago den 63. Platz über 5 km klassisch und den 41. Platz über 15 km Freistil und bei den Junioren-Skiweltmeisterschaften 1997 in Canmore den 57. Platz über 5 km klassisch und den 39. Platz über 15 km Freistil. Ihre beste Platzierung bei ihrer ersten und einzigen Olympiateilnahme 1998 in Nagano war der 34. Platz über 30 km Freistil. Ihr Debüt im Weltcup hatte sie im Januar 1999 in Nové Město, das sie auf dem 65. Platz über 10 km klassisch beendete. Dort erreichte sie drei Tage später mit dem 32. Platz über 15 km Freistil ihre beste Einzelplatzierung im Weltcup. Bei der Winter-Universiade 1999 in Štrbské Pleso lief sie auf den 26. Platz über 5 km klassisch, auf den 23. Rang in der anschließenden Verfolgung und auf den achten Platz über 15 km Freistil. Ihr bestes Ergebnis bei den Nordischen Skiweltmeisterschaften 1999 in Ramsau am Dachstein war der 44. Platz in der Verfolgung und bei den Nordischen Skiweltmeisterschaften 2001 in Lahti der 32. Rang im Sprint. Im Dezember 2000 absolvierte sie in Santa Caterina Valfurva ihr 11. und damit letztes Weltcuprennen, das sie auf dem 59. Platz über 10 km Freistil beendete. In der Saison 2001/02 und 2002/03 nahm sie an Rennen des Marathoncups teil. Dabei wurde sie in der Saison 2001/02 Dritte beim Transjurassienne und errang damit den fünften Platz in der Gesamtwertung. In ihrer letzten aktiven Saison 2002/03 kam sie beim Isergebirgslauf auf den dritten Platz und beim König-Ludwig-Lauf, Tartu Maraton und beim Keskinada Loppet jeweils auf den zweiten Platz und erreichte damit den dritten Platz in der Gesamtwertung.